# Evenwijdig
Twee rechte lijnen, twee vlakken of een lijn en een vlak worden evenwijdig of parallel genoemd als hun onderlinge afstand overal hetzelfde is, dus als zij overal even ver, 'even wijd' van elkaar liggen verwijderd. Om aan te geven dat twee lijnen, een lijn en een vlak of twee vlakken evenwijdig zijn, wordt het teken {\displaystyle //} gebruikt. Als de twee lijnen {\displaystyle l} en {\displaystyle m} evenwijdig zijn, wordt dat genoteerd als {\displaystyle l\ //\ m}. 
Het Nederlands heeft als een van de weinige West-Europese talen een eigen woord voor evenwijdig, bedacht door Simon Stevin (1548-1620). Andere West-Europese talen hebben meestal een woord dat van het Oudgriekse παράλληλος, par-allè-los, parallel, komt, dat 'naast elkaar' betekent.

## Euclidische meetkunde
Evenwijdige rechte lijnen zijn alleen in een euclidische meetkunde mogelijk, die een vectorruimte beschrijft die niet is gekromd. Voor de ligging van twee lijnen in een plat vlak zijn er drie mogelijkheden. Ze hebben:
- twee punten gemeenschappelijk, de lijnen vallen in dat geval samen,
- precies één punt gemeen, de lijnen snijden elkaar,
- geen punten gemeen, ze zijn evenwijdig.

In de euclidische meetkunde luidt het axioma van Playfair, dat equivalent is met het parallellenpostulaat, het vijfde postulaat van Eucides:
Door een punt buiten een oneindig lange rechte lijn gaat precies één oneindig lange lijn die de eerste niet snijdt.
Als is gegeven dat twee lijnen evenwijdig zijn en er is een derde lijn die beide lijnen snijdt, zijn er enkele hoeken gelijk, namelijk de F- en Z-hoeken.

Figuur 1. Twee kruisende lijnen

Als in de driedimensionale euclidische ruimte twee lijnen evenwijdig zijn, is er een vlak waarin beide lijnen liggen. Lijnen die niet in hetzelfde vlak liggen, kruisen elkaar.

### Tweedimensionaal
- Twee lijnen die loodrecht staan op dezelfde lijn, zijn evenwijdig.
- De lijn door de middens van twee zijden van een driehoek is evenwijdig met de derde zijde van die driehoek.
- De zijden van een parallellogram zijn per definitie twee aan twee evenwijdig en de zijden van een rechthoek en een vierkant daarmee twee aan twee ook.
- Een regelmatige zeshoek heeft drie paar evenwijdige zijden.
- De lijnen op een notenbalk op muziekpapier zijn evenwijdig.

 

Figuur 2. Evenwijdigheid wordt in figuren soms benadrukt met pijlen

### Driedimensionaal
- twee lijnen die loodrecht staan op hetzelfde vlak, zijn evenwijdig (stelling);
- de (dragers van de) ribben van een prisma zijn evenwijdig (definitie) en daarmee ook de ribben van de lichamen blok en balk;
- de beschrijvenden van een cilindervlak zijn evenwijdig (definitie);
- bij een rechte cirkelcilinder zijn de doorsneden van het cilindervlak met een vlak loodrecht op de as evenwijdige cirkels (stelling);
- de zijvlakken van een kubus zijn twee aan twee evenwijdig;
- (buiten de wiskunde): buiten- en binnenmuur van een gebouw, glasplaten bij dubbelglas, schappen in een boekenkast.

### Lijn evenwijdig met vlak, vlak evenwijdig met vlak
De definities worden in de euclidische ruimte op dezelfde manier gegeven als in het euclidische vlak:
- een lijn en een vlak heten evenwijdig als alle punten op de lijn even ver van het vlak af liggen en
- twee vlakken heten evenwijdig als ze overal even ver van elkaar af liggen.

Als de vlakken {\displaystyle V} en {\displaystyle W} niet evenwijdig zijn, snijden ze elkaar en hebben ze een lijn gemeenschappelijk, hun snijlijn. Als er behalve de gevonden snijlijn nog een gemeenschappelijk punt is, dan volgt uit enkele axioma's uit de stereometrie dat de vlakken {\displaystyle V} en {\displaystyle W} samenvallen.

### Twee eigenschappen

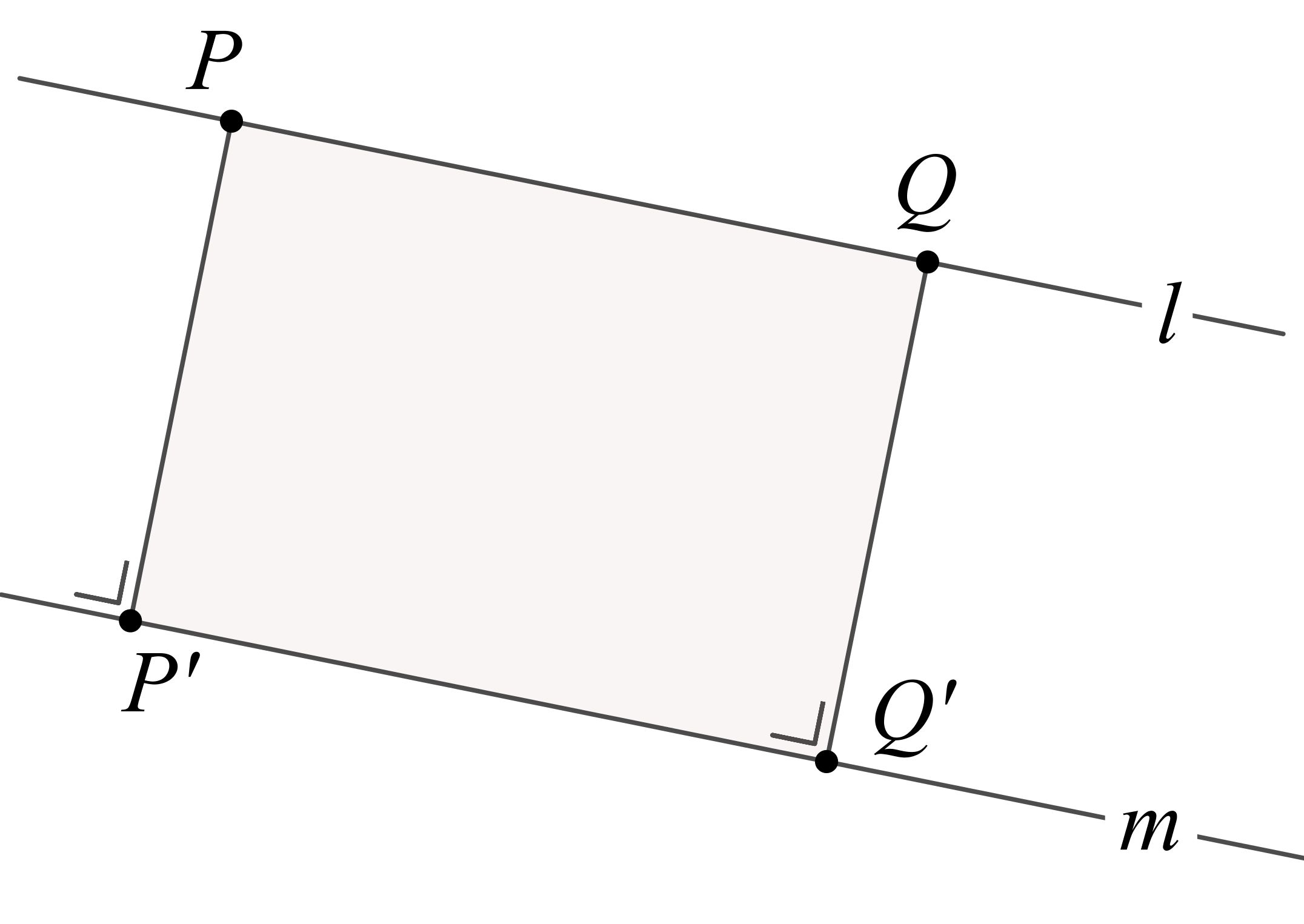
Figuur 3. Lengte van het loodrechte verbindingslijnstuk

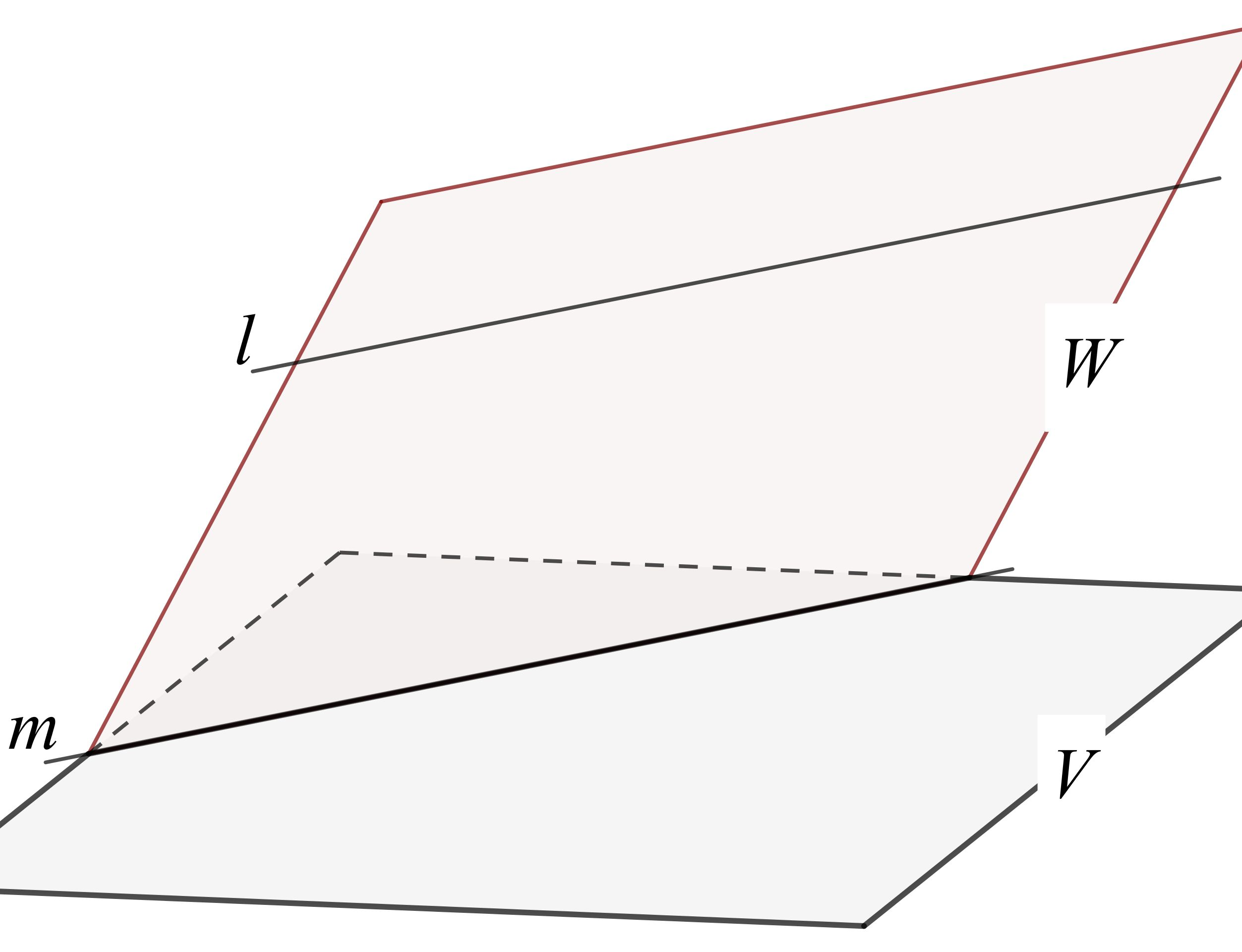
Figuur 4. Lijn evenwijdig met een vlak

- De lengte van het loodrechte verbindingslijnstuk van een punt op een lijn met een punt op een daarmee evenwijdige lijn is voor alle punten van die lijn gelijk (informeel: twee evenwijdige lijnen hebben overal dezelfde afstand).

In figuur 3 zijn de lijnen {\displaystyle l} en {\displaystyle m} evenwijdig. {\displaystyle P} is een punt van {\displaystyle l} en {\displaystyle Q} is een willekeurig ander punt van {\displaystyle l}. De lijnstukken  {\displaystyle PP'} en {\displaystyle QQ'} staan loodrecht op {\displaystyle m}. Dus staan beide lijnstukken ook loodrecht  op {\displaystyle l} (F- en Z-hoeken). De vierhoek {\displaystyle PP'Q'Q} is dus een rechthoek, zodat {\displaystyle PP'=QQ'}.
- Een lijn {\displaystyle l} die evenwijdig is aan een vlak {\displaystyle V}, is evenwijdig met een lijn {\displaystyle m} in {\displaystyle V}.

In figuur 4 is {\displaystyle W} een vlak door {\displaystyle l} dat {\displaystyle V} snijdt. De snijlijn van {\displaystyle V} en {\displaystyle W} is {\displaystyle m}. Omdat {\displaystyle l//V} is, heeft {\displaystyle l} geen punt gemeen met {\displaystyle V}. {\displaystyle l} heeft dus ook geen punt gemeen met {\displaystyle m}, maar {\displaystyle l} ligt wel met {\displaystyle m} in hetzelfde vlak {\displaystyle W}. Dus {\displaystyle l//m}.

### Berekenen van de afstand
Zoals uit de bovengenoemde eigenschap blijkt, hebben evenwijdige lijnen een onderlinge afstand. Als de evenwijdige lijnen {\displaystyle l} en {\displaystyle m} in een standaard {\displaystyle x,y}-assenstelsel gegeven zijn door de vergelijkingen:
{\displaystyle l:\ \ \;y=rx+a}
{\displaystyle m:\ y=rx+b}
kan de onderlinge afstand {\displaystyle d}, de lengte van een loodrecht verbindingslijnstuk, berekend worden. De coördinaten van de eindpunten {\displaystyle P} en {\displaystyle P'} van zo'n lijnstuk waarvan het verlengde door de oorsprong gaat, zijn de oplossingen van de stelsels vergelijkingen:
{\displaystyle {\begin{cases}y=rx+a\\y=-{\frac {1}{r}}x\end{cases}}}
{\displaystyle {\begin{cases}y=rx+b\\y=-{\frac {1}{r}}x\end{cases}}}
De tweede vergelijking van elk stelsel is de vergelijking van de door de oorsprong gaande drager van het loodlijnstuk.
De oplossingen zijn:
{\displaystyle P=\left({\frac {-ra}{r^{2}+1}},{\frac {a}{r^{2}+1}}\right)=av\qquad P'=\left({\frac {-rb}{r^{2}+1}},{\frac {b}{r^{2}+1}}\right)=bv}
met
{\displaystyle v=\left({\frac {-r}{r^{2}+1}},{\frac {1}{r^{2}+1}}\right)}
Daaruit volgt:
{\displaystyle d=|a-b|\|v\|={\frac {|a-b|}{\sqrt {r^{2}+1}}}}
In de vergelijkingen van de lijnen {\displaystyle l} en {\displaystyle m} hierboven is het getal {\displaystyle r} – de vermenigvuldigingsfactor van {\displaystyle x} – de richtingscoëfficiënt die de richting van de lijnen bepaalt. Omdat {\displaystyle l//m}  hebben de lijnen dezelfde richting.

### Bijzonderheden
- Het is soms handig af te spreken dat twee evenwijdige lijnen elkaar in het oneindige snijden, een oneigenlijk snijpunt hebben. Dit is gebaseerd op het verschijnsel dat de hoek tussen twee elkaar snijdende lijnen steeds kleiner wordt naarmate die lijnen de evenwijdige positie naderen. Daarbij komt het hoekpunt steeds verder weg te liggen. Via de limiet, bij evenwijdigheid, komt het punt dan in het oneindige te liggen.

 

Figuur 5. Als de hoek tussen twee lijnen kleiner wordt, gaat het hoekpunt naar oneindig.
- Afhankelijk van de methode van projectie op een vlak worden in werkelijkheid evenwijdige lijnen vaak afgebeeld als elkaar in een verdwijnpunt snijdende lijnen en bij een 180°-panorama ook wel als elkaar in twee verdwijnpunten snijdende krommen. Verticale evenwijdige lijnen worden ook wel verticaal afgebeeld. Evenwijdige lijnen op een afbeelding in lijnperspectief komen in het verdwijnpunt samen.

## Krommen

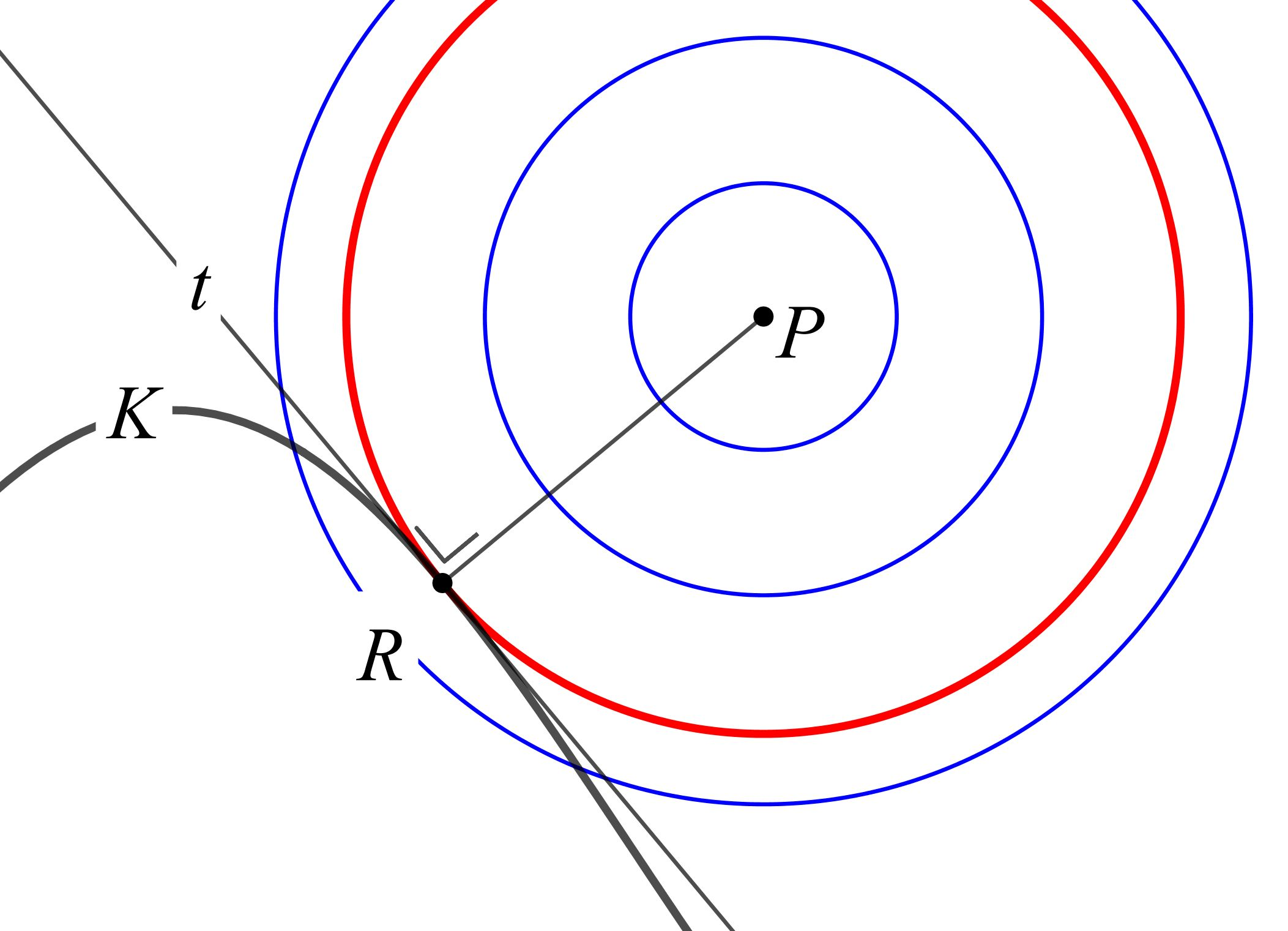
Figuur 6. Huygenscirkels

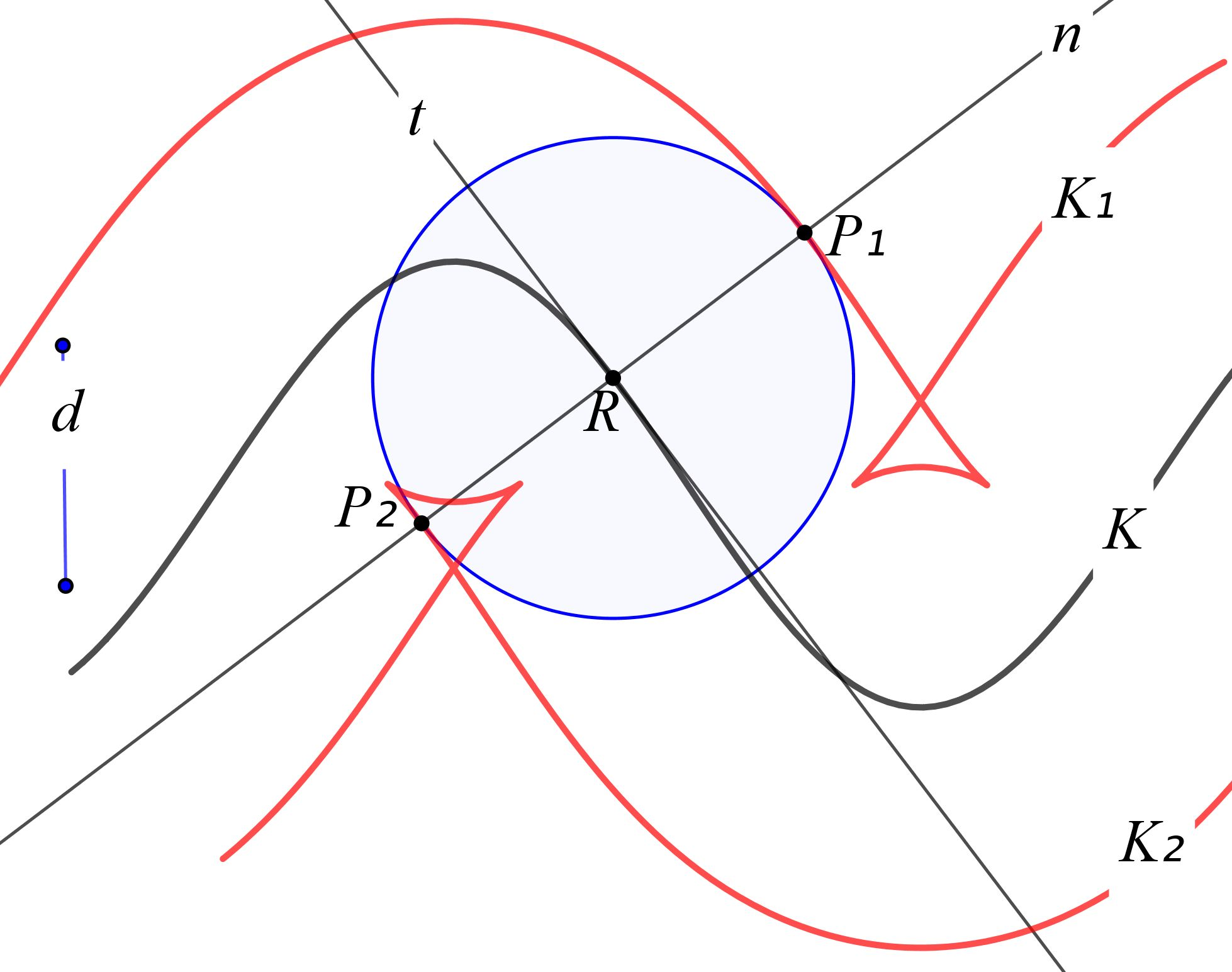
Figuur 7. Twee parallelkrommen van

De definitie van evenwijdigheid wordt in niet-euclidische meetkunde net zoals in een euclidische meetkunde aan de hand van de afstand opgesteld, maar is daarbij minder vanzelfsprekend.
Bij krommen kan evenwijdigheid ook aan de orde komen. Concentrische cirkels worden bijvoorbeeld evenwijdig genoemd. Het ontbreken van snijpunten is dus niet voldoende: een parabool en een cirkel die daar geheel binnen ligt hoeven nog niet evenwijdig te zijn. Daarom is het gebruikelijk ook de afstand {\displaystyle d} van een punt {\displaystyle P} tot een kromme {\displaystyle K} erbij te betrekken. De conflictlijn van twee disjuncte vlakke krommen is de kromme die uit de punten bestaat, die tot beide krommen dezelfde afstand hebben. In formule:
{\displaystyle d={\text{afstand}}(P,K)={\text{minimum}}\{\left|XP\right|\ {\text{waarbij}}\ \forall X:X\in K\}}
Het vinden van de waarde van {\displaystyle d} is in de praktijk soms een probleem. Er kan evenwel gebruikgemaakt worden van huygenscirkels, dit zijn concentrische cirkels met {\displaystyle P} als middelpunt. {\displaystyle d} is dan de lengte van de straal van de kleinste huygenscirkel die precies één punt {\displaystyle R\,(=X)} met {\displaystyle K} gemeen heeft, zie figuur 6.
In het algemeen zal {\displaystyle R} het gemeenschappelijk raakpunt zijn van die huygenscirkel en {\displaystyle K}. Het lijnstuk {\displaystyle RP} staat dan in {\displaystyle R} loodrecht op de raaklijn {\displaystyle t} in {\displaystyle R} aan de cirkel.
Daarbij past de volgende (wat informele) definitie, die ook te gebruiken is bij de constructie van {\displaystyle K'}:
- De krommen {\displaystyle K} en {\displaystyle K'} zijn evenwijdig indien de punten {\displaystyle P} van {\displaystyle K'} worden gevonden door op de normaal {\displaystyle n}[5] van {\displaystyle K} in de punten {\displaystyle R} van {\displaystyle K} een lijnstuk {\displaystyle RP} met {\displaystyle |RP|=d} steeds aan dezelfde kant van {\displaystyle K} af te zetten. {\displaystyle K} en {\displaystyle K'} zijn in dit geval parallelkrommen.

Het resultaat van een bewerking op een kromme {\displaystyle K} volgens deze definitie is een kromme {\displaystyle K'} die in het algemeen niet van hetzelfde type is als {\displaystyle K}. Alleen een lijn en een cirkel geven parallelkrommen die gelijkvormig zijn met het origineel. Zelfs bij kleine waarden van {\displaystyle d} kunnen gladde krommen een parallelkromme hebben met singulariteiten, figuur 7.
De kromme {\displaystyle K'} wordt ook wel de iso-afstandslijn van {\displaystyle K} genoemd.
Als de kromme {\displaystyle K} in {\displaystyle \mathbb {R} ^{2}} is vastgelegd met de vectorvergelijking
{\displaystyle \mathbf {x} (t)=(\ x(t),\ y(t)\ )}
dan is de kromme {\displaystyle K'} een parallelkromme van {\displaystyle K} als {\displaystyle K'} de volgende vectorvergelijking heeft:
{\displaystyle {{\mathbf {x} }_{d}}(t)=\mathbf {x} (t)+d\cdot \mathbf {n} (t)}
Daarin is {\displaystyle d\neq 0} en {\displaystyle \mathbf {n} } de normaalvector van {\displaystyle \mathbf {x} } met lengte {\displaystyle 1}.

## Gebruik elders
In de aardrijkskunde worden de denkbeeldige breedtecirkels op de aarde ook parallelcirkels of parallellen genoemd. Elke breedtecirkel is dan evenwijdig met de evenaar, een van de wiskunde afwijkend afstandsbegrip.
Het woord parallel wordt ook in de elektrotechniek en elektronica gebruikt. Bij een parallelschakeling van twee of meer componenten zijn die zo in een schakeling aangebracht dat de spanning op alle componenten gelijk is. Parallelgeschakelde componenten hoeven in een schakeling niet evenwijdig geplaatst te zijn, als maar aan de bovenstaande voorwaarde wordt voldaan.

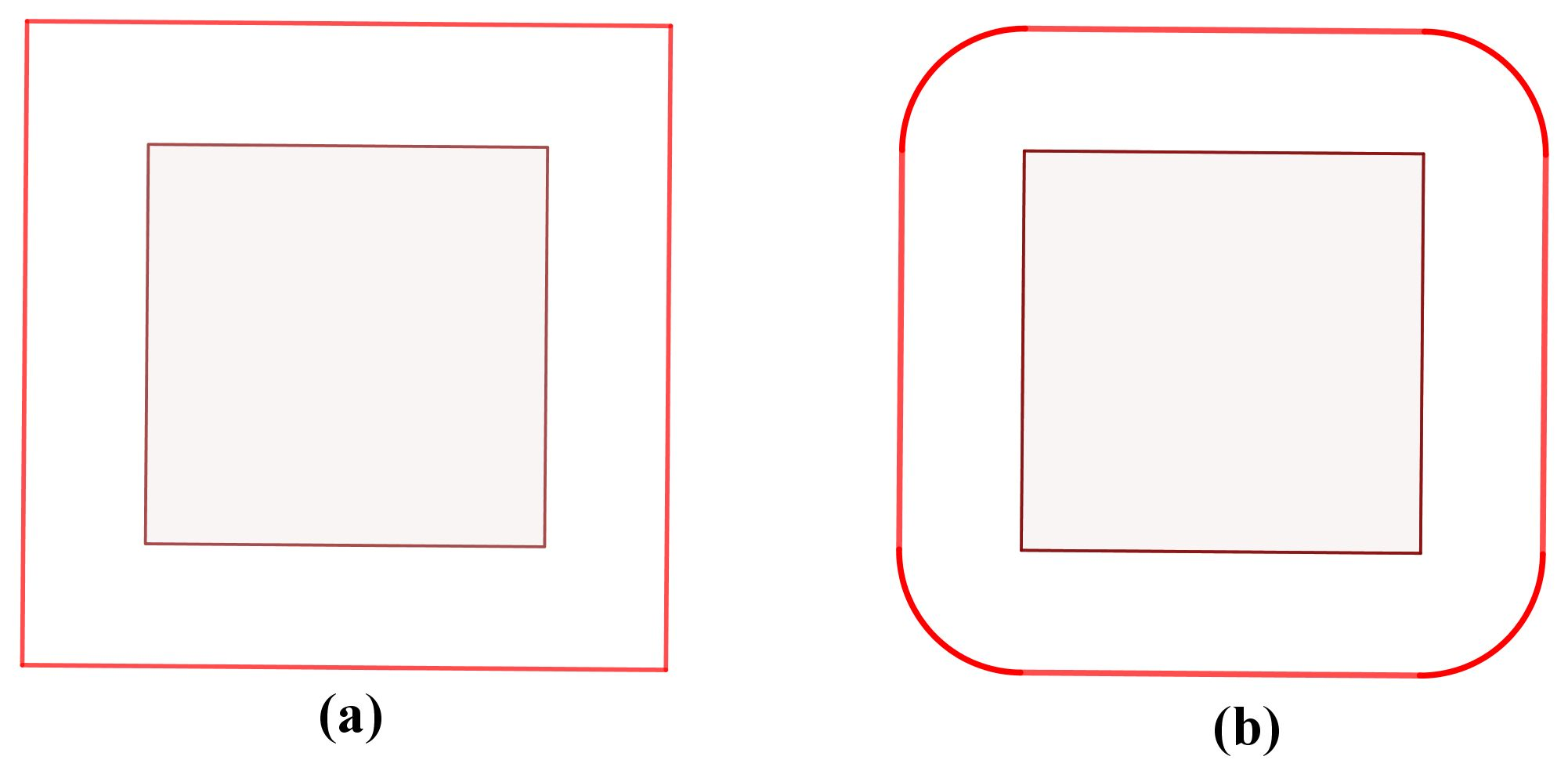
Figuur 8. (a) Offset-curve en (b) iso-afstandslijn van een vierkant

In CAD-programma's kunnen concentrische cirkels, evenwijdige lijnen, bogen en oppervlakken worden getekend met speciale opdrachten. Alleen lijnen en cirkels geven figuren die voldoen aan de genoemde definitie van evenwijdig, zie figuur 8.
In de taalkunde is parallellisme een stijlfiguur.
In de psychotherapie is een parallelproces een interactiepatroon tussen groepen van mensen.
Het woord parallel komt in het dagelijks taalgebruik ook in andere betekenissen voor dan evenwijdig. Zoals:
- gelijkend op: parallellen trekken is het benoemen van gelijkenissen of verwantschappen tussen twee dingen,
- gelijktijdig: parallelprocessor, parallelmarkt, parallelklas of -groep en
- er naast of er naast gelegen: parallelweg, parallelrijbaan, parallelrijstrook, parallelimport.